# Patricia Caballero
Patricia Carolina Caballero Zubizarreta (Assunção, 28 de abril de 1984) é uma jogadora de vôlei de praia paraguaia.

## Carreira
A trajetória esportiva deu-se inicialmente no voleibol de quadra (indoor), e em 2009 estava representando a seleção paraguaia no Campeonato Sul-Americano em Porto Alegre. Em 2010, já competindo no vôlei de praia, disputou o Torneio Internacional de vôlei de Praia realizado em Luque, promovido pela Federação Paraguaia de Voleibol, e formou dupla com Yghirda Sanabria| e terminaram na segunda colocação. e juntas disputaram a etapa de Aratoca da Continental Cup, nesta mesma localidade estiveram juntas no Circuito Sul-Americano 2010-11 e conquistaram o terceiro lugar, também competiram Cabo de Santo Agostinho em  Lima, terminaram em nono em Viña del Mar e esteve na etapa de Assunção ao lado de Betania Cabello. Com Gabriela Filippo disputou a II edição dos Jogos Sul-Americanos de Praia de 2011 em Manta, foram campeãs no circuito paraguaio de inverno em Luque e na etapa de Limoeiro pelo circuito sul-americano.
Na temporada de 2012, no vôlei de praia, formou dupla com Gabriela Filippo e na primeira edição do Circuito Paraguaio foram campeãs na etapa de San Bernardino e  ao lado de Cecilia Fernández foi campeã da etapa de Assunção; e no Circuito Sul-Americano em 2012, esteve com Gabriela Filippo na etapa de Viña del Mar e novamente eliminadas nas quartas de final em Lima e competiram também em Montevidéu e em Assunção e terminaram em quarto lugar, já em Santa Fé esteve com Cecilia Fernández e terminaram na décima terceira posição.
Com Yghirda Sanabria foi eliminada  do Circuito Sul-Americano de 2012-13 nas quartas de final na etapa de Viña del Mar, já na etapa de Assunção esteve ao lado de Michelle Valiente alcançando a nona posição, assim como estiveram juntas na etapa de Puerto la Cruz quando terminaram na quinta posição, terminaram em nono na etapa de Cochabamba e estiveram juntas na etapa Girardote avançaram as semifinais e na disputa pelo bronze terminaram em quarto lugar; ainda nesta temporada estrearam no Circuito Mundial no Grand Slam de Corrientes, e qualificaram pela primeira vez ao Mundial de Stare Jabłonki de 2013, época que eram treinadas pelo brasileiro Pedro Paulo da Costa (Pepê), quando encerram na trigésima sétima colocação.
Em 2015, esteve novamente com Michelle Valiente, no Aberto do Rio de Janeiro pelo referente Circuito Mundial. Neste mesmo ano, disputou com Erika Mongelós na segunda fase da Continental Cup em San Bernardino (Paraguai) e na fase disputada em Montevidéu esteve com Gabriela Flippo. 
Em 2015,  ao lado de Michelle Valiente disputou o Evento Teste para os Jogos Olímpicos de Verão de 2016 em Copacabana; já na jornada de 2016, estiveram juntas na conquista o bicampeonato na etapa de Assunção pelo Circuito Paraguaioe foram medalhistas de bronze na III dos Jogos Bolivarianos de Praia de 2016 em Iquique, iniciou o Circuito Sul-Americano disputou a etapa de Moróm ao lado de Erika Mongelósna etapa de Morón, disputaram a etapa de Assunção, e com Gabriela Flippo obteve o quarto lugar na etapa de Ancóndisputaram pelo Circuito Mundial a etapa de Maceió,  e com Erika Mongelós estiveram juntas no Aberto de Fortaleza e no Grand Slam de Long Beach, e terminaram em segundo em Rosário (Argentina) no Finals Continental Cup de 2016..
Ainda na jornada de 2016,  voltou a competir no vôlei indoor pelo Deportivo San José, inclusive ao lado de Erika Mongelós e Michelle Valiente, conquistando o titulo do torneio clausura do campeonato nacional.Em 2017, formou dupla com Giuliana Poletti e conquistaram o titulo da terceira etapa do circuito nacional em Assunção e nesta mesma sede terminaram com o terceiro lugar na última etapa , juntas atuaram na quadra ao defender o Club Deportivo Internacional na final do torneio clausura no mesmo ano e neste mesmo ano retoma a dupla com Gabriela Flippo e conquistam no Circuito Sul-Americano na etapa de Coquimboe etapa de Ancón, e com Michelle Vaiente terminou em quinto na etapa de San Fernando de Apure e conquistaram a medalha de ouro na XVIII  edição dos Jogos Bolivarianos de 2017 em Santa Marta; 
Na temporada de 2018, volta atuar com Michelle Valiente conquistou a medalha de ouro nos Jogos Sul-Americanos de 2018 em Cochabamba, foram vice-campeãs na etapa de Rosário (Argentina), na sequência com Maria Johana Ocampos terminou em nono na etapa de Coquimbo do Circuito Sul-Americano, na sequência voltou a compor dupla com Gabriela Flippo na etapa de Cañete e alcançaram o décimo terceiro posto em Santa Cruz Cabrália.
Iniciou a jornada de 2019 do Circuito Sul-Americano com Michelle Valiente conquistaram o segundo lugar na fase da Continental Cup em Assunção,  e o quarto lugar na etapa de Lima do Circuito Sul-Americano , na etapa de Brasília, disputaram o Mundial de Hamburgo de 2019  e o Pan de Lima 2019, neste terminaram na sétima posição, ainda terminaram em quinto nos torneios uma estrela do Circuito Mundial em Vaduz e Knokke-Heist.
Em 2020, inicia as competições do período ao lado de Michelle Valiente no Circuito Sul-Americano em Coquimbo, finalizaram em quinto, e com Laura Ovelar conquistou o título da etapa da Continental Cup em Assunção, e terminou em sétimo no Finals CSVP 2019-20 em Santiago, este disputando no ano de 2021, e também em sétimo na etapa de Santiago pelo Circuito Sul-Americano  de 2020-21.
Em fevereiro de 2015, Caballero foi suspenso pelo principal órgão mundial do esporte, a Federação Internacional de Voleibol (FIVB), por dois anos por violar as regras de doping ao testar positivo para cocaína. Posteriormente ela esclareceu que verbalmente não conseguiu refutar e escreveu uma carta relatando tudo e com ajuda de um advogado argentino, explicou dentre outros pontos que consumiram balas de coca, e o documento que recebeu foi revisado pelo magistrado e constatou que houve engano, pois, a quantidade encontrada na amostra era inferior a 50, que invalidava o teste, ainda assim, foi suspensa por 2 anos sem treinar e competir, causando-lhe grande aborrecimento e seu retorno foi nas qualificatórias para os Jogos Olímpicos de Verão de 2016. Em 2022, a Agência Mundial de Antidopagem havia apelado no Tribunal Arbitral de Esporte (CAS) para uma resolução da Comissão Disciplinar da Organaização Nacional de Antidopagem do Paraguai referente ao controle antidoping de Patricia e solicitaram uma suspensão de 8 anos para a jogadora que já estava utilizando o sobrenome Zubizarreta, queriam anular todos os resultados, prêmios, pontuação e medalhas, obtidas até 5 de fevereiro de 2020.
Em 2023, vinculada ao Club Vóley Playa Poniente de Benidorm  e ao lado de Michelle Valiente foram campeãs do circuito de inverno em Gandia.

## Títulos e resultados
- Torneio Internacional da Federação Paraguaia de Voleibol de 2010
- Etapa de Rosário (Argentina) do Circuito Sul-Americano de 2017-18
- Etapa de Aratoca do Circuito Sul-Americano de 2010-11
- Etapa de Lima do Circuito Sul-Americano de 2018-19
- Etapa de Ancón do Circuito Sul-Americano de 2015-16
- Etapa de Giradot do Circuito Sul-Americano de 2012-13
- Etapa de Assunção do Circuito Sul-Americano de 2011-12
- Etapa de Assunção do Circuito Paraguaio de 2016
- Etapa de San Bernardino do Circuito Paraguaio de 2012
- Etapa de Assunção do Circuito Paraguaio de 2012